# Louvigné
Louvigné (phát âm tiếng Pháp: [luviɲe]) là một xã thuộc tỉnh Mayenne trong vùng Pays de la Loire tây bắc nước Pháp. Xã này nằm ở khu vực có độ cao trung bình 95 mét trên mực nước biển.